# Jörg Wacker
Jörg Wacker (* 17. Oktober 1967 in Neuenbürg) ist ein deutscher Manager und Sportfunktionär. Von Juli 2013 bis September 2021 war Jörg Wacker Vorstand für Internationalisierung und Strategie der FC Bayern München AG. Er war zudem Beiratsmitglied der FC Bayern München LLC (gegründet im April 2014 in New York) und Chairman of the Board bei der im September 2016 gegründeten FC Bayern Munich (Shanghai) Co. Ltd. Außerdem verantwortete er den Bereich Merchandising und Lizenzen der FC Bayern München Merchandising AG & Co KG,
Neben seiner Tätigkeit beim FC Bayern war Wacker Aufsichtsratsmitglied der DFL-Tochter Bundesliga International GmbH sowie Mitglied der DFL-Kommission Internationalisierung.

## Werdegang

### Beruf, Studium, Sport
Jörg Wacker wuchs mit seinen beiden Geschwistern in Bad Wildbad auf und spielte in seiner Jugend beim VfR Pforzheim Fußball. Nach seinem Abitur am Technischen Gymnasium in Pforzheim studierte Wacker an der Universität Karlsruhe Literatur- und Sportwissenschaft und schloss das Studium mit dem Staatsexamen ab. Währenddessen spielte er weiterhin aktiv Fußball u. a. in der Oberliga Baden-Württemberg beim VfR Pforzheim und dem 1. FC Pforzheim.

### Management
Nach Abschluss seines Studiums absolvierte Wacker ein Volontariat und arbeitete anschließend beim Sportinformationsdienst SID.
Von 1999 bis 2001 leitete er als Direktor die Bereiche Produkt, Marketing & PR des Online-Wettportals Alloo AG in Salzburg. Beim Axel-Springer-Verlag in Berlin war er von 2001 bis 2003 Programmdirektor von bild.de.
Im Jahr 2004 übernahm er als Geschäftsführer die Leitung der Sport1 GmbH in München. Vor seiner Tätigkeit beim FC Bayern war Wacker von 2006 bis 2013 Geschäftsführer von Bwin (ehemals betandwin) in Deutschland, Österreich und der Schweiz sowie Geschäftsführer der Beratungsfirma SportCasa GmbH.

### Vorstand des FC Bayern München
Als Vorstand für Internationalisierung und Strategie war Jörg Wacker u. a. für die internationale Expansion des Vereins verantwortlich. Unter seiner Regie gründete der FC Bayern München Tochtergesellschaften in den Vereinigten Staaten (FC Bayern Munich LLC) in 2014 und in China (FC Bayern Munich (Shanghai) Co. Ltd.) in 2016. Darüber hinaus eröffnete der Club eigene Büros in New York und Shanghai.
Seit November 2015 verantwortete er zusätzlich den Bereich Merchandising & Lizenzen. Mit der Eröffnung der FC Bayern World in der Münchner Innenstadt im Dezember 2020 entstand ein 3.500 m² großer Gebäudekomplex, der sich über sieben Stockwerke erstreckt und aus dem FC Bayern Flagship Store, zwei Restaurants sowie einem Boutique-Hotel besteht.
Im September 2021 schied er aus dem Vorstand der FC Bayern München AG aus.